# Juniperus cedrus

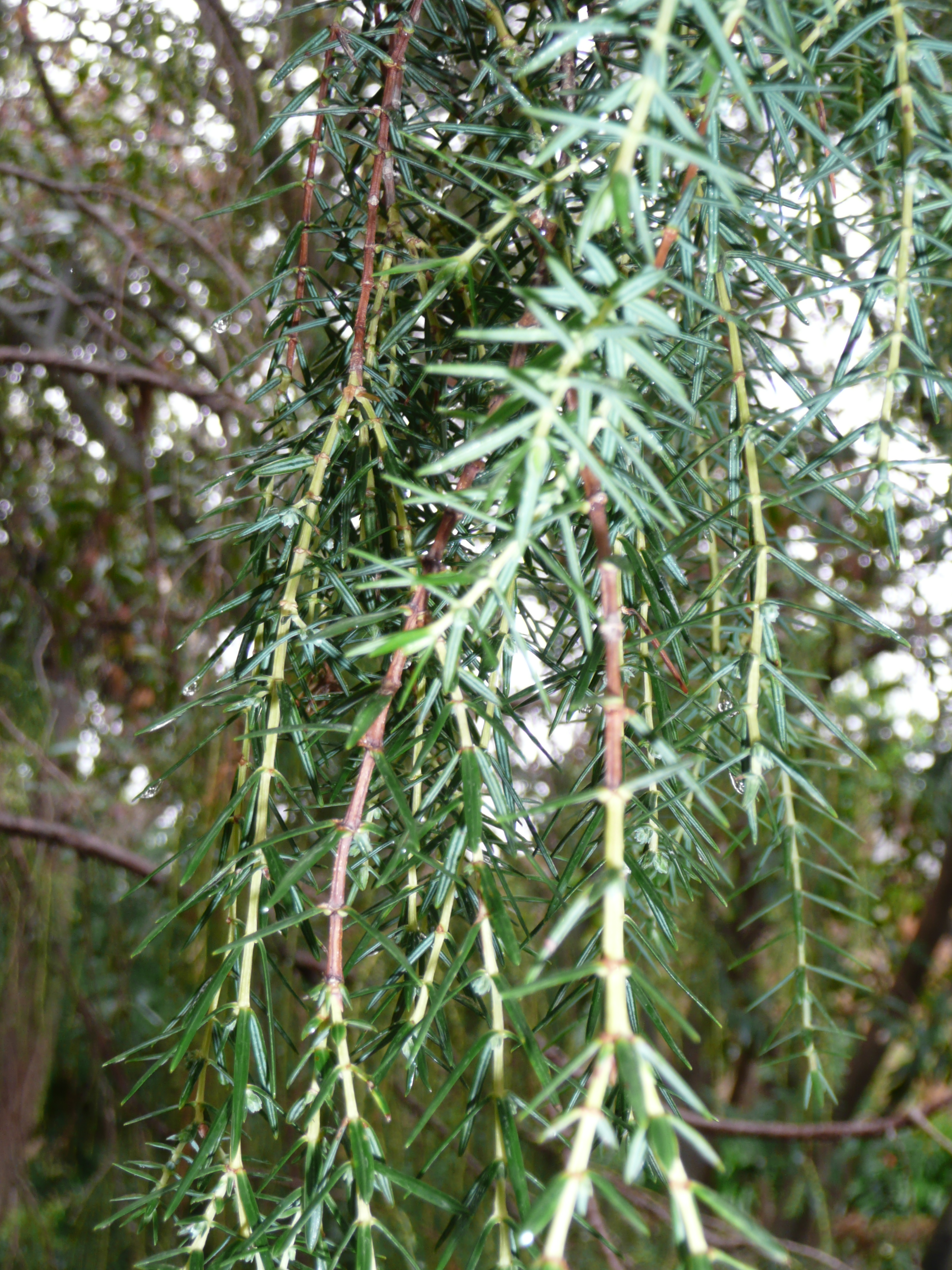
Fullatge

Juniperus cedrus és una espècie de conífera de la família de les cupressàcies, originària de les Illes Canàries (Tenerife, La Palma, Gran Canària, La Gomera) i Madeira, on hi creix a altituds de 500 a 2.400 m. És un parent proper del Juniperus oxycedrus de la regió mediterrània i de Juniperus brevifolia o cedre de les Açores.

## Descripció
És un arbust gran o arbre, aconseguint una alçada de 5-20 m (rarament uns 25 m). Les fulles són perennes, aciculars, disposades en grups de tres, planes, de verdes a verd-glauques, d'uns 8-23 mm de longitud i 1-2 mm d'ample, i tenen una banda estomatal a la superfície interior. És normalment dioic, amb exemplars mascle i femella separats.
Les llavors tenen forma de baies i maduren en uns 18 mesos, passant de tenir color verd a una coloració taronja vermellosa amb pàtina cerosa de color rosat variable. Són esfèriques, d'uns 8-15 mm de diàmetre, i tenen sis esquames carnoses fusionades en dos grups de tres; les tres esquames grans amb una única llavor. Les llavors són dispersades per les aus en consumir aquestes els cons, digerint les esquames carnoses i excretant les dures llavors. Els cons mascle són grocs, de 2-3 mm de llarg, i cauen poc després d'alliberar el seu pol·len, cap a febrer-març.

## Hàbitat natural i cultiu
Aquesta espècie es troba en perill al seu hàbitat original a causa d'una combinació històrica de tales per la seva valuosa fusta i el pasturatge de cabres. Està protegit per la llei des de 1953 i les poblacions s'estan recuperant lentament. Estudis històrics suggereixen que van existir arbres de fins a 30 metres d'alçada. Avui dia són rars els que superen els 10 metres d'alçada i solen trobar-se en cingles de difícil accés.
Ocasionalment se'l conrea com a arbre ornamental en climes temperats càlids, com Nova Zelanda, les Illes Britàniques i Califòrnia, però el seu cultiu no és comú. Hi ha també algunes plantacions experimentals a les Canàries, on ha demostrat créixer ràpidament en condicions favorables, aconseguint 14-15 m en 40 anys.

## Taxonomia
Juniperus cedrus va ser descrita per Webb i Berthel. i publicada a Histoire Naturelle des Îles Canaries 3: 277, t. 2, f. 1–3. 1847.

### Etimologia
- Juniperus: nom genèric que procedeix del llatí iuniperus.[2]
- cedrus: epítet que prové del grec kedros, el qual és un nom atorgat a certes fustes aromàtiques.

### Sinonímia
- Juniperus cedrus f. fastigiata R.M.S.Vieira
- Juniperus cedrus subsp. maderensis (Menezes) Rivas Mart., Capelo, J.C.Costa, Lousã, Fontinha, R.Jardim & M.Seq.
- Juniperus grandifolius Link
- Juniperus maderensis (Menezes) R.P.Adams
- Juniperus oxycedrus subsp. maderensis Menezes
- Juniperus webbii Carrière[3]